# Сабинди
Сабинди́ (каз. Сабынды) — село у складі Коргалжинського району Акмолинської області Казахстану. Адміністративний центр Сабундинського сільського округу.
Населення — 928 осіб (2021; 1300 у 2009, 1815 у 1999, 2557 у 1989).
Національний склад станом на 1989 рік:
- казахи — 67 %.